# Phalaenopsis mariae
Phalaenopsis mariae – gatunek z rodziny storczykowatych (Orchidaceae). Pochodzi z tropikalnych obszarów Malezji. Epifityczny storczyk o monopodialnym wzroście, niewielkich rozmiarów. Posiada białe kwiaty z bordowymi plamkami, woskowe płatki, warżkę różową. Średnica kwiatów wynosi 4–5 cm.

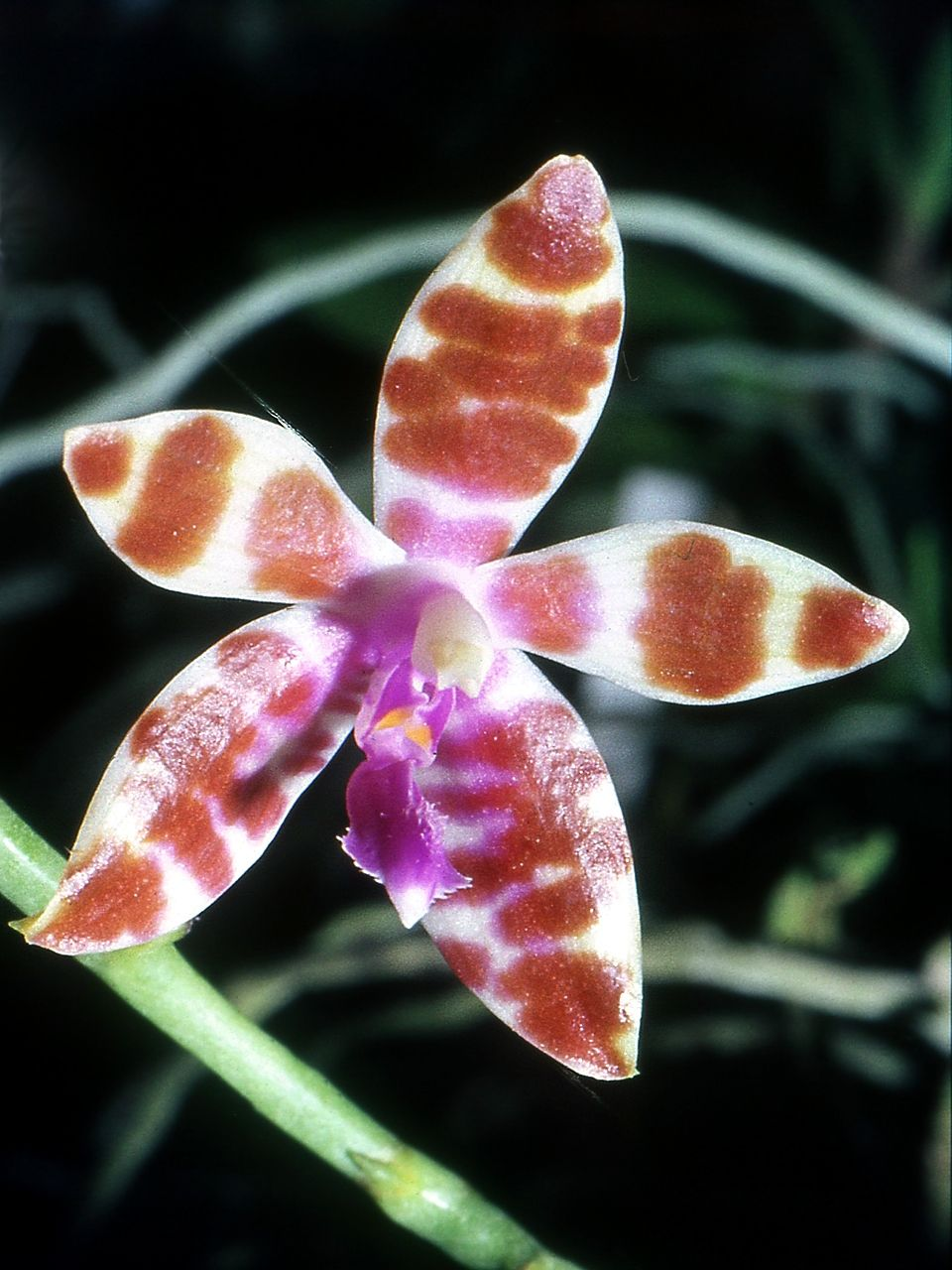
Kwiat

## Uprawa
Gatunek ciepłolubny – wymaga temperatur z zakresu od 16 do 30 °C. Wymaga też regularnego podlewania.